# دوغينزفيل (ميزوري)
دوغينزفيل (بالإنجليزية: Dugginsville)‏ هي إحدى المجتمعات الفردية  (غير مصنفة) في ولاية ميزوري في الولايات المتحدة الأمريكية.